# Камаре
Камаре (фр. Camarès) насеље је и општина у јужној Француској у региону Миди Пирене, у департману Аверон која припада префектури Мијо.
По подацима из 2011. године у општини је живело 982 становника, а густина насељености је износила 23,46 становника/km². Општина се простире на површини од 41,86 km². Налази се на средњој надморској висини од 383 метара (максималној 968 m, а минималној 356 m).

## Демографија
| 1962. | 1968. | 1975. | 1982. | 1990. | 1999. | 2011. |
| ----- | ----- | ----- | ----- | ----- | ----- | ----- |
| 1.288 | 1.253 | 1.212 | 1.258 | 1.127 | 1.008 | 982   |

График промене броја становника у току последњих година